# Westwoodilla rectirostris
Westwoodilla rectirostris är en kräftdjursart som först beskrevs av Delle Valle 1892.  Westwoodilla rectirostris ingår i släktet Westwoodilla och familjen Oedicerotidae. Inga underarter finns listade i Catalogue of Life.